# Agente de la Libertad
Agente de la Libertad (Benjamin Lockwood) es un superhéroe ficticio que aparece en los cómics estadounidenses publicados por DC Comics. Creado por Dan Jurgens, hizo su debut en Superman vol. 2, # 60 (octubre de 1991), y más tarde se le dio su propia aventura en solitario en Agent Liberty Special # 1 (1992).
Sam Witwer interpretó una versión del personaje en la cuarta temporada de Supergirl. Witwer regresó en el episodio 100 de la quinta temporada.

## Historia del personaje
Benjamin Lockwood trabajó una vez para la CIA, pero finalmente se fue disgustado por sus métodos y los tipos de misiones que se le pedía que realizara. Se desencantó tanto con el Gobierno Federal en su conjunto que se unió al grupo paramilitar llamado Hijos de la Libertad, quienes lo equiparon con el equipo y el equipo para convertirse en Agente de la Libertad. Como Agente de la Libertad, Lockwood ayudó a impulsar la causa de los Hijos de derrocar el régimen gubernamental que lo puso en conflicto con Superman, aunque más tarde ayudó brevemente a la Liga de la Justicia a luchar contra Brainiac en el crossover Pánico en el Cielo. Sin embargo, cuando los Hijos le pidieron que asesinara al político Pete Ross, Lockwood se negó y ayudó a derribar al grupo enviando información vital al reportero Clark Kent (la identidad civil secreta de Superman).
Lockwood más tarde se entera de que uno de los fundadores de los Hijos de la Libertad fue su antiguo mentor de la CIA, y se sintió tan disgustado con esta revelación que quemó su disfraz de Agente de la Libertad, prometiendo no volver a adoptar la persona nunca más. Sin embargo, Lockwood posteriormente se convierte en una de las muchas víctimas de un culto iniciado por Brainiac que le han lavado el cerebro sin querer y retoma la identidad del Agente de la Libertad una vez más. El Agente de la Libertad y los otros metahumanos secuestrados son rescatados por Cazadora y Vixen. Más tarde, durante la estremecedora crisis de Crisis Infinita, se ve al Agente de la Libertad en una misa de superhéroes caídos y desaparecidos.
Docenas de héroes, incluido el Agente de la Libertad, también se reúnen para defender la ciudad de Metrópolis de la Sociedad Secreta de Supervillanos. Se ve a Libertad dirigiéndose hacia un ser cyborg fuertemente armado. Al final, la Sociedad pierde la batalla.
El Agente de la Libertad sale de su retiro para actuar como miembro del equipo de seguridad del presidente mientras se reúne con Superman y otros kryptonianos recién llegados a la Tierra.
Aparentemente fue asesinado cuando Superwoman usa su visión de calor sobre él después de que lo sorprendió espiando a Sam Lane y Lex Luthor. Su cuerpo fue arrojado en el puerto de Metrópolis, donde fue descubierto y llevado a tierra por un grupo de navegantes. Tras una autopsia, se descubre que el traje del Agente de la Libertad había enviado una señal de socorro en el momento de su muerte, dejando pistas sobre quién lo mató. El inspector de Metacrimes de Metrópolis dirigió la investigación sobre el asesinato del Agente de la Libertad, pero antes de que pudiera quitarle la armadura a Libertad, Lucy Lane hizo que retiraran el cuerpo de Lockwood del Hospital de la Ciudad de Metrópolis.

## Poderes y habilidades
El Agente de la Libertad es un experto en tácticas militares, combate cuerpo a cuerpo y puntería. Su traje de batalla de alta tecnología puede generar un campo de fuerza de energía capaz de desviar balas, alberga armas como hojas de guantelete retráctiles y está equipado con un jetpack que permite el vuelo.

## Otros personajes llamados Agentes de la Libertad
Durante el arco de Codename: Patriot, una nueva Agente de la Libertad ha sido vista como parte del equipo de seguridad del presidente Martín Suárez. En este momento se desconoce si está relacionada con los Hijos de la Libertad, o incluso con su predecesor Benjamin Lockwood, o si de hecho es otro agente más en la considerable lista de operativos del General Lane. El nuevo Agente de la Libertad aparentemente es asesinado por Ursa cuando ataca la Casa Blanca durante War of the Supermen.

## En otros medios
Sam Witwer retrata una adaptación libre del Agente de la Libertad en Supergirl dentro del Arrowverso de The CW. Presentado como el villano "despiadado y aterrador" de cuarta temporada esta versión del personaje es representada como "un orador brillante con la apariencia de un hombre de familia" que tiene "misteriosas habilidades de persuasión y manipulación". Benjamin "Ben" Lockwood fue una vez un profesor de historia universitario de modales apacibles que solo se convirtió en un activista anti-alienígena después de perder su hogar y su padre Peter (Xander Berkeley) durante la invasión daxamita y la terraformación de Reign de la Tierra, respectivamente. Al ser despedido por la universidad por sus opiniones anti-alienígenas, Ben fue abordado por los subordinados de Lex Luthor, Mercy y Otis Graves, quienes le dieron el equipo para convertirse en un autoproclamado Agente de la Libertad. Como Agente de la Libertad, Ben funda los Hijos de la Libertad, un grupo supremacista humano que apoya un orden mundial en el que el ser humano es el primero, para librar a National City de toda vida extraterrestre mientras mantiene estas actividades en secreto para su esposa Lydia (Sarah Smyth) y su hijo George (Graham Verchere). Más tarde derrota a la reportera Kara Danvers, la identidad civil secreta de Supergirl, durante un debate extraterrestre en la televisión nacional, lo que llevó a la cadena a ofrecerle su propio programa semanal llamado "The Lockdown". Ben es arrestado después de que Supergirl se entera de la verdadera identidad del Agente de la Libertad con la ayuda del DEO, y una gran multitud de activistas de derechos humanos liderados por Lydia luego se reúne frente a la Cárcel Central de Hombres de National City para protestar por su encarcelamiento. Ben recibe un perdón total del presidente Baker, quien responde a Lex, por el tecnicismo de que todas sus víctimas eran extraterrestres en lugar de humanos. Es promovido por Baker como Director de Asuntos Extranjeros del gobierno de los Estados Unidos y deroga la Ley de Amnistía Extranjera. Después de que Hija Roja se hace pasar por Supergirl y ataca la Casa Blanca a petición de Lex, Baker hace cumplir la ley marcial y delega a los Hijos de la Libertad de Ben, dándoles acceso a armas de la DEO para comenzar a acorralar a los extraterrestres en las calles. Más tarde, Ben se inyecta el suero experimental "Harun-El" de Lena Luthor y obtiene habilidades sobrehumanas para vengar la muerte de Lydia a manos de uno de esos alienígenas. Al enterarse de que Lex fue quien orquestó su ascenso dentro del gobierno, Ben mata a Otis y ataca la base de operaciones de Luthor en Shelley Island con sus Hijos de la Libertad, solo para encontrarse con el equipo de Supergirl. En la batalla que sigue, Ben es curado del Harun-El por James Olsen despojándolo de sus poderes antes de que él y sus hombres sean arrestados por Alex Danvers. Mientras está encarcelado, Ben se enfurece al ver a George culpándolo por el asesinato de Lydia y denunciando su campaña anti-alienígena en la televisión nacional. En el episodio de la quinta temporada "It's a Super Life", Mister Mxyzptlk presenta una realidad alternativa en la que la familia de Ben murió saltando de un edificio pensando que Supergirl los salvaría solo para que ella no apareciera. Esto llevó a Ben a convertirse en el Agente de la Libertad para secuestrar a Lena y Thomas Coville con la ayuda de Otis para obligar a Supergirl a revelar su identidad.